# Tumbura Airport
Tumbura Airport är en flygplats i Sydsudan. Den ligger i den sydvästra delen av landet, 500 kilometer väster om huvudstaden Juba. Tumbura Airport ligger 638 meter över havet. Närmaste större samhälle är Tambura, 1 kilometer väster om Tumbura Airport.